# Ліа Генрі
Ліа Генрі (англ. Lea Henry; нар. 22 листопада 1961) — американська баскетболістка.
Олімпійська чемпіонка 1984 року.
Переможниця літньої універсіади 1981, 1983 років.
Переможниця Кубка Р. Вільяма Джонса 1984 року.
Срібна призерка Кубка Р. Вільяма Джонса 1982 року.
Бронзова призерка Кубка Р. Вільяма Джонса 1980 року.